# La fiel infantería
La fiel infantería és una pel·lícula bèl·lica espanyola ambientada en la guerra civil espanyola, dirigida el 1960 per Pedro Lazaga, sobre un guió de José Luis Dibildos basat en la novel·la homònima de Rafael García Serrano.

## Argument
Després d'alguns mesos a primera línia del front, arriba l'ordre de relleu per al batalló Barleta. Els soldats es retroben amb les seves famílies, i les seves núvies. El comandant Félix Goñi aprofita el permís per casar-se. Però la tranquil·litat dura poc, perquè aviat els arriba l'ordre de reincorporar-se al front. Allí se'ls confiarà una missió perillosa i gairebé suïcida: la presa de Cerro Quemado, que acabaran ocupant després una gran carnisseria que provocara la mort de bona part del batalló.

## Repartiment
- Analía Gadé... 	Elisa
- Tony Leblanc... 	Poli
- Arturo Fernández 	... Comandant Félix Goñi
- Laura Valenzuela... Julia
- Ismael Merlo... 	Andrés
- Julio Riscal... 	Miguel
- Jesús Puente... 	Caporal Silvestre
- Enrique Ávila... José
- María Fernanda Ladrón de Guevara 	... Doña Julia
- María Mahor... Nicky
- Mabel Karr... Paloma
- Juan Antonio Riquelme... Ramiro
- Paloma Valdés ... 	Lucía
- Santiago Ríos ... Capità Lerma
- Juan Calvo... Don Blas

## Premis
Manuel Berenguer va rebre el premi a la millor fotografia en la 5a edició dels Premis Sant Jordi de Cinematografia.